# Todirostrum cinereum
El titirijí común (Todirostrum cinereum) es una especie de ave paseriforme de la familia Tyrannidae, perteneciente al género Todirostrum.  Es nativo de América Central y del Sur.

## Nombres comunes
Se le denomina también espatulilla común (en México, Costa Rica, Nicaragua, Colombia, Panamá y Perú),  titirijí lomicenizo (en Bolivia y Venezuela), espatulilla amarilla (en México), mosquerito espatulilla común (en México), titirijí lomo ceniza (en Paraguay), mosqueta pico pala (en Argentina o mosquerito común (en Honduras).

## Distribución y hábitat
Se distribuye ampliamente desde el sur de México, en América Central por Belice, Guatemala, Honduras, El Salvador, Nicaragua, Costa Rica y Panamá, en América del sur por Colombia, Venezuela, Guyana, Surinam, Guayana Francesa, Ecuador, Perú, Bolivia, Paraguay, Brasil, hasta el extremo noreste de Argentina. Está ausente de la mayor parte de la cuenca del Amazonas.
Esta especie es ampliamente diseminada y generalmente común en sus hábitats naturales: las zonas arboladas abiertas como los claros y los bordes de las selvas húmedas, además de los bosques secundarios, aunque evita el interior de las selvas densas. También es habitual verlos en plantaciones arbóreas y jardines. Habita desde el nivel del mar hasta los 1200 metros de altitud, localmente llega hasta los 2000 m en valles andinos del sur de Perú y Bolivia.

## Descripción
El titirijí común es un pájaro pequeño con la cabeza proporcionalmente grande y el pico negro, largo y recto. De pico a cola mide entre 9,5 a 10,2 cm, y tiene un peso medio de entre 6,5 y 6,8 g. La mitad superior de su cabeza es negra que se va difuminando a gris hacia la nuca, y el resto de sus partes superiores son de color verde oliváceo oscuro. Sus alas son negruzcas y presentan dos listas amarillas al igual que sus bordes, y su cola es negra con las puntas blancas. Sus partes inferiores son completamente amarillas. Ambos sexos tienen un aspecto similar, pero los juveniles tienen la parte superior de la cabeza grisácea, marcas crema en las alas y las partes inferiores más claras.

## Comportamiento

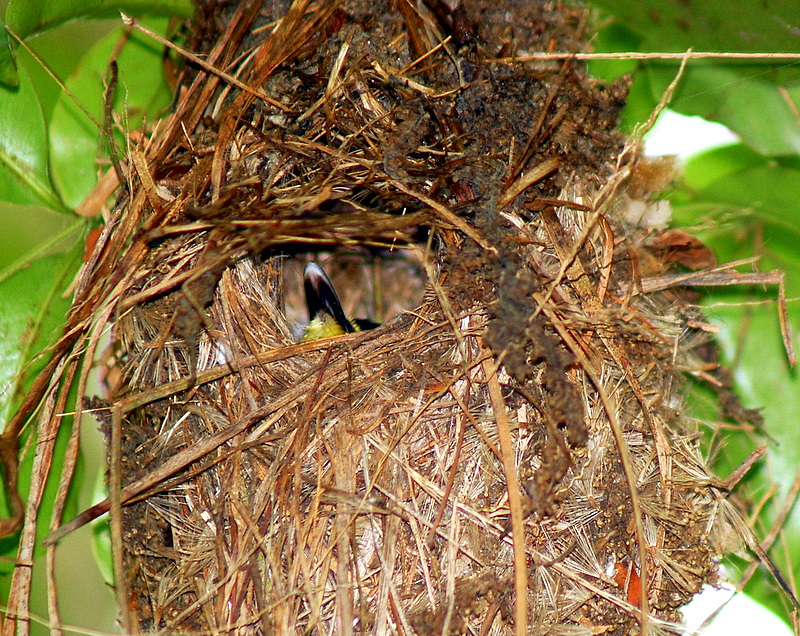
Nido de titirijí común.

Generalmente se observa a los titirijíes comunes en parejas, haciendo rápidas incursiones o cerniéndose en el aire para atrapar pequeños artrópodos de entre la vegetación. A menudo se le puede ver con la cola alzada mientras se desplaza por las ramas.
Tanto el macho como la hembra se encargan de construir el nido en forma de bolsa con una entrada lateral, suspendido generalmente de una fina rama o una liana a una altura entre uno y cinco metros de altura, aunque ocasionalmente pueden llegar a situarlos hasta los 30 metros. La hembra incuba la puesta, generalmente compuesta de dos huevos blancos, durante 15–16 días.

## Sistemática

### Descripción original
La especie T. cinereum fue descrita por primera vez por el naturalista sueco Carlos Linneo en 1766 bajo el nombre científico Todus cinereus; su localidad tipo es: «Surinam».

### Etimología
El nombre genérico neutro «Todirostrum» es una combinación del género Todus y de la palabra del latín «rostrum» que significa ‘pico’; y el nombre de la especie «cinereum» proviene latín «cinereus»  que significa ‘de color gris ceniciento’.

### Subespecies
Según las clasificaciones del Congreso Ornitológico Internacional (IOC)  y Clements Checklist/eBird v.2021 se reconocen siete subespecies, con su correspondiente distribución geográfica:
- Grupo politípico cinereum:

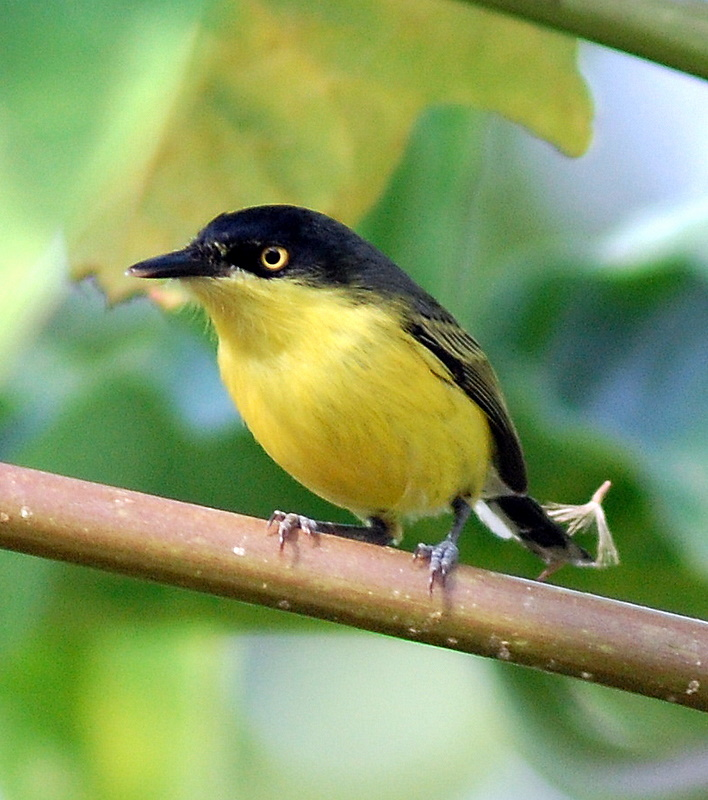
Todirostrum cinereum coloreum en São Paulo, Brasil.

  - Todirostrum cinereum virididorsale Parkes, 1976 – centro sur de Veracruz (cuenca del río Papaloapan) y adyacente norte de Oaxaca, en el sur de México.
  - Todirostrum cinereum finitimum Bangs, 1904 – del sur de México (sur de Veracruz) hacia el sur hasta el noroeste de Costa Rica.
  - Todirostrum cinereum wetmorei Parkes, 1976 – centro y este de Costa Rica y Panamá, incluyendo la isla Coiba.
  - Todirostrum cinereum cinereum (Linnaeus), 1766 – Colombia (excepto el sureoste), Venezuela (excepto el noroeste), las Guayanas y noreste de Brasil (este de Roraima hasta Amapá).
  - Todirostrum cinereum peruanum J.T. Zimmer, 1930 – este de Ecuador y este de Perú (desde Loreto al sur hasta Cuzco).
  - Todirostrum cinereum coloreum Ridgway, 1906 – norte de Bolivia, norte de Paraguay, sur y sureste de Brasil (del sur de Mato Grosso al este hasta Espírito Santo y São Paulo, al sur hasta Santa Catarina y noreste de Argentina (Misiones).
  - Todirostrum cinereum cearae Cory, 1916 – noreste y este de Brasil (del este de Pará al este hasta Ceará y Alagoas, al sur hasta el norte de Bahia).

- Grupo monotípico sclateri:
  - Todirostrum cinereum sclateri (Cabanis & Heine), 1860 – suroeste de Colombia (suroeste de Cauca, Nariño), oeste de Ecuador hasta el noroeste de Perú (Tumbes, Piura, Lambayeque).